# Aïn Attig
Aïn Attig (ou Aïn Atiq) est une ville et commune — municipalité — de la préfecture de Skhirate-Témara, dans la région Rabat-Salé-Kénitra, au Maroc.

## Géographie
Aïn Attig, d'une superficie de 33 km2, est bordée au nord par l'océan Atlantique et la commune urbaine de Harhoura, à l'est par la commune urbaine de Témara et la commune rurale de Mers El Kheir, au sud par la commune rurale de Sidi Yahya Zaer et à l'ouest par la commune urbaine de Skhirate et la commune rurale de Sabbah.
Cette ville est traversée par la route nationale N1 et l'autoroute A1. 
Son code géographique est 04.501.01.09 et son code postal 12003.

## Toponymie
En arabe, le nom d'Aïn Attig est عين عتيق. 

## Histoire
La commune d'Aïn Attig a été créée en 1983.
La Kasba Dchira :
On trouve sur le territoire de Aïn Attig les ruines de Kasba Dchira (laissées à l'abandon).
Ces ruines se situent entre la source de Aïn Attig et la source de Aïn Ghboula. La forteresse a été construite par le calife Abd el-Moumen pour surveiller la source de Aïn Ghboula qui alimentait sa nouvelle forteresse bâtie sur la rive gauche de Bouregreg (El Mahdiya- actuelle Oudaya). D'après les archéologues, cette forteresse date du 12e siècle. La bâtisse est constituée d'une enceinte renforcée de seize tours, renfermant plusieurs bâtiments qui sont presque détruits et une mosquée dont ne subsiste que les fondations.

## Économie
La ville accueille un grand nombre d'usines allant de petites unités de fabrication textile au cablage aéronautique (Groupe SAFRAN), en passant par la fabrication de ciment (Asment).
Etant localisée entre Rabat et Casablanca, Aïn Attig offre un emplacement stratégique pour les entreprises recherchant de bonnes infrastructures routières et une main-d'œuvre qualifiée.

## Démographie
Depuis le recensement de 2014, la population d'Aïn Attig est comptabilisée dans la population urbaine du pays.
| Année du recensement | Type de commune | Population totale | Ménages | Étrangers |
| -------------------- | --------------- | ----------------- | ------- | --------- |
| 1994                 | Commune rurale  | 15 508            | 2 407   | 5         |
| 2004                 | Commune rurale  | 17 688            | 3 165   | 11        |
| 2014                 | Commune urbaine | 25 078            | 5 396   | 51        |